# Carlo
Carlo  è un nome proprio di persona italiano maschile.

## Varianti
- Maschili
  - Alterati: Carletto, Carlino[3], Carluccio
  - Composti: Carlo Alberto[5][4], Carlo Felice[4], Carlomagno[5], Giancarlo
- Femminili: Carla[3][4]
  - Alterati: Carlotta[1][3][4], Carolina[1][4]

### Varianti in altre lingue
- Albanese: Kárl-i, Károl-i
- Asturiano: Calros[6]
- Basco: Karlos, Xarles[6], Karla[6]
- Bielorusso: Карл (Karl)
- Bretone: Charlez, Karl
- Bulgaro: Карл (Karl)
- Catalano: Carles[2][6], Carlos[2]
- Ceco: Karel[2]
- Croato: Karlo[2]
- Danese: Karl[2], Carl[2], Karel[4]
- Esperanto: Karlo
- Finlandese: Kaarle[2], Kaarlo[2], Karl[2]
  - Alterati: Kalle[2]
- Francese: Charles[2][4][7]
  - Alterati: Charlot[2][4]
- Galiziano: Carlos[6], Calros[6]
- Gallese: Siarl[2]
- Germanico: Karl[2][7], Carolus[2][8]
- Greco moderno: Κάρολος (Károlos)
- Hawaiiano: Kale[2]
- Inglese: Charles[2][4][7], Carol[2], Carl[9]
  - Alterati: Charlie[2][4], Charley[2], Chas[2], Chaz[2], Chip[2], Chuck[2]
- Irlandese: Séarlas[2]
- Latino: Carolus[1][3][6][7], Carlus[3]
- Lettone: Kārlis
- Ligure: Carlo[10]
  - Alterati: Carlin, Carletto
- Limburghese: Sjarel[2]
- Lituano: Karolis[2]
- Norvegese: Karl[2], Carl[2]
- Olandese: Karel[2]
- Polacco: Karol[2][4]
- Portoghese: Carlos[2]
  - Alterati: Carlinhos[2], Carlito[2], Carlitos[2]
- Rumeno: Carol[2][4]
- Russo: Карл (Karl)[4]
- Serbo: Карло (Karlo)
- Siciliano: Carru (desueto), Carlu
- Slovacco: Karol[2]
- Sloveno: Karel[2], Karol[2], Karlo
- Spagnolo: Carlos[2]
  - Alterati: Carlito[2], Carlitos[2]
- Svedese: Karl[2], Carl[2]
  - Alterati: Kalle[2]
- Tedesco: Karl[2][4], Carl[2]
- Ucraino: Карл (Karl)
- Ungherese: Károly[2][4]
  - Alterati: Karcsi[2]

## Origine e diffusione
Continua il nome germanico Karl, basato sulla radice carl ("uomo", "maschio", "marito", per estensione "forte", e più avanti "uomo di condizione libera"). Tale radice, piuttosto rara nell'onomastica germanica, si ritrova anche in una manciata di altri nomi, quali Carlofredo e Carlomanno. Teorie alternative riconducono il nome al più diffuso elemento hari ("esercito"). Il nome, tipicamente francone, è stato portato in latino come Carolus e Carlus.
La grande diffusione del nome nell'Europa continentale è dovuta ai sovrani franchi che l'hanno portato, Carlo Martello, Carlo il Calvo e soprattutto Carlo Magno, che pose sotto il suo dominio gran parte dei paesi europei; dopo di loro il nome venne portato da numerosi sovrani di varie potenze europee (Sacro Romano Impero, Sardegna, Savoia, Francia, Spagna, Portogallo, Ungheria e Svezia).
In Italia ha contribuito molto alla diffusione anche la devozione verso san Carlo Borromeo. In Inghilterra si diffuse solo nel XVII secolo, allorché salì al trono re Carlo I, della famiglia Stuart; in inglese è documentato storicamente anche l'uso della forma Carol, direttamente derivata dal latino (da non confondersi con l'identico nome femminile, abbreviato da Carolina); occasionalmente, almeno negli ambienti anglofoni vicino all'Irlanda, questa forma era usata anche per "anglicizzare" il nome Cathal.

## Onomastico
L'onomastico si festeggia in genere il 4 novembre in memoria di san Carlo Borromeo, arcivescovo di Milano e cardinale. Con questo nome si ricordano anche, alle date seguenti:
- 6 gennaio, san Carlo da Sezze, frate laico francescano[14]
- 3 giugno, san Carlo Lwanga, capo dei paggi della corte del re di Buganda Mwanga II, e capofila dei martiri dell'Uganda[14]
- 12 ottobre, beato Carlo Acutis, laico[14]
- 22 ottobre, san Giovanni Paolo II, al secolo Karol Józef Wojtyła, 264º Papa della Chiesa cattolica
- 25 ottobre, beato Carlo Gnocchi, fondatore di ospedali per bambini mutilati dalla guerra[14]
- 13 novembre, beato Carl Lampert, sacerdote e martire sotto i nazisti ad Halle an der Saale[14]
- 1º dicembre, san Charles de Foucauld, missionario tra i Tuareg[14]
- 7 dicembre, san Carlo Garnier, gesuita e martire ad Etbarita, sul lago Huron, in Canada[14]
- 15 dicembre, beato Carlo Steeb, sacerdote, fondatore delle Sorelle della Misericordia di Verona[14]

## Persone

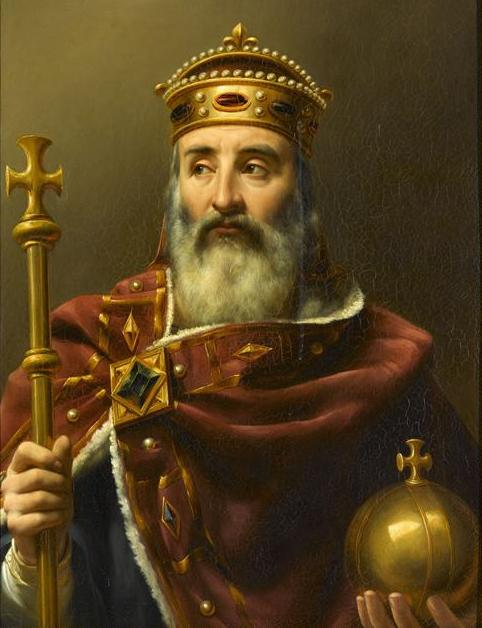
Carlo Magno

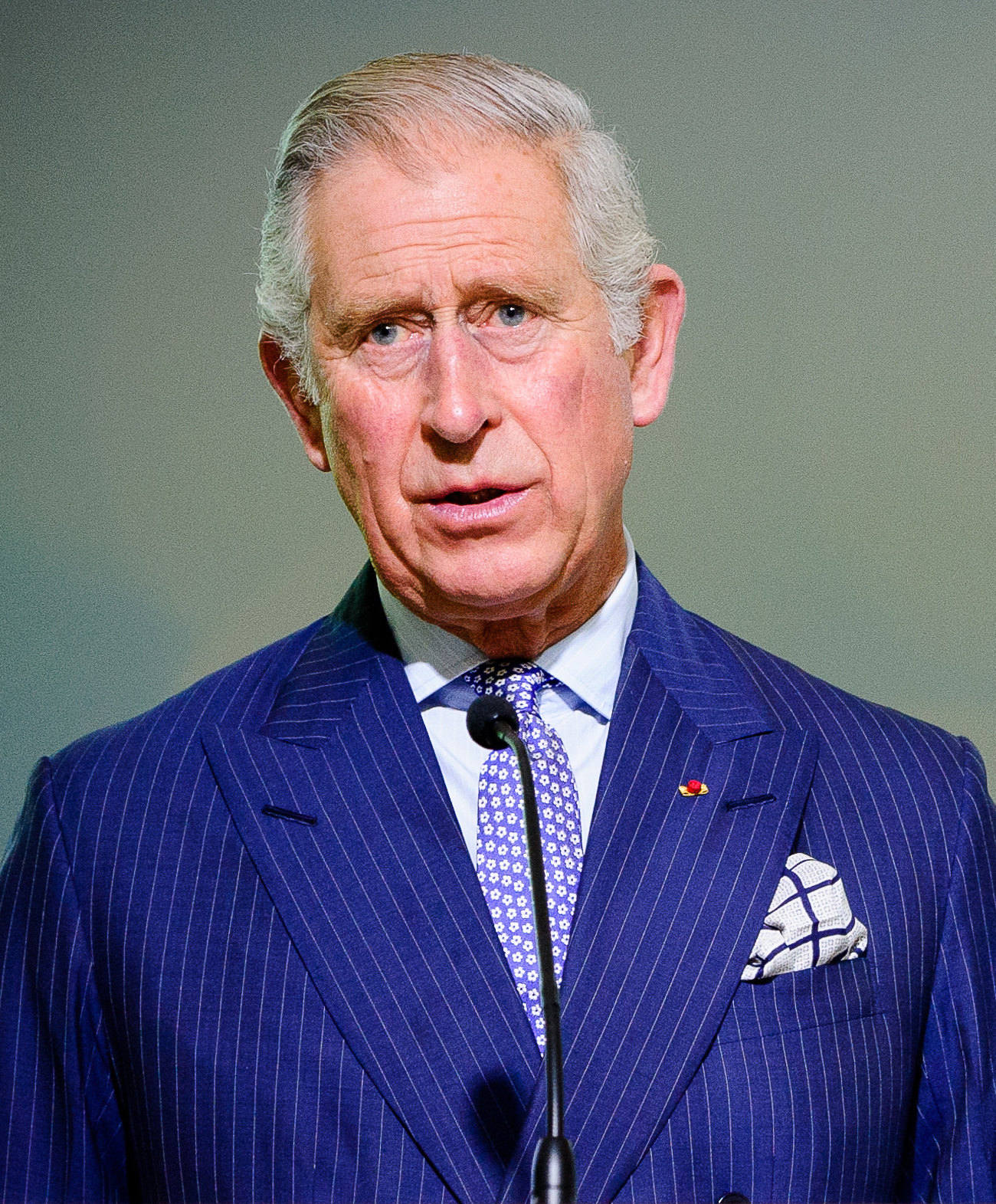
Carlo III del Regno Unito

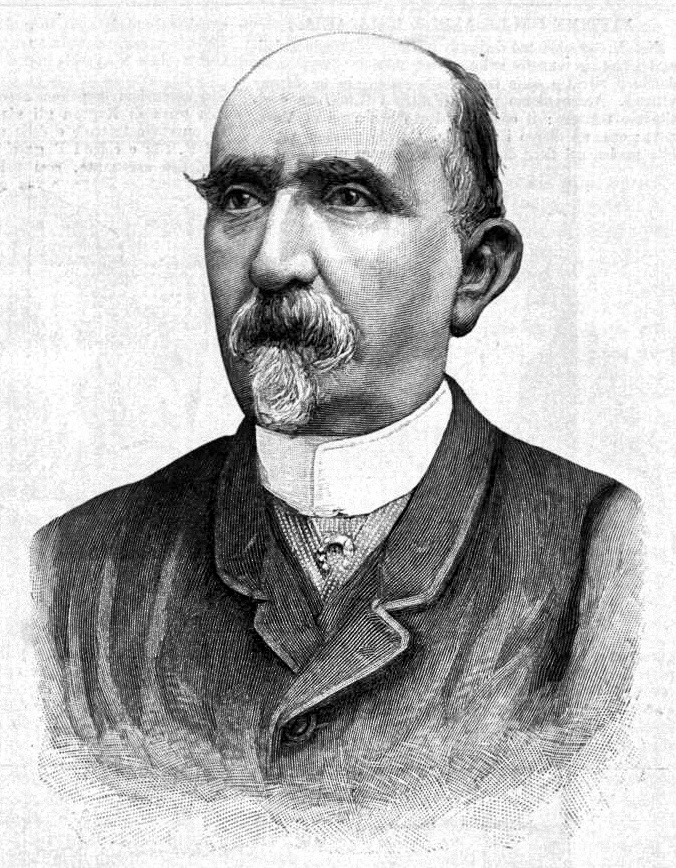
Carlo Collodi

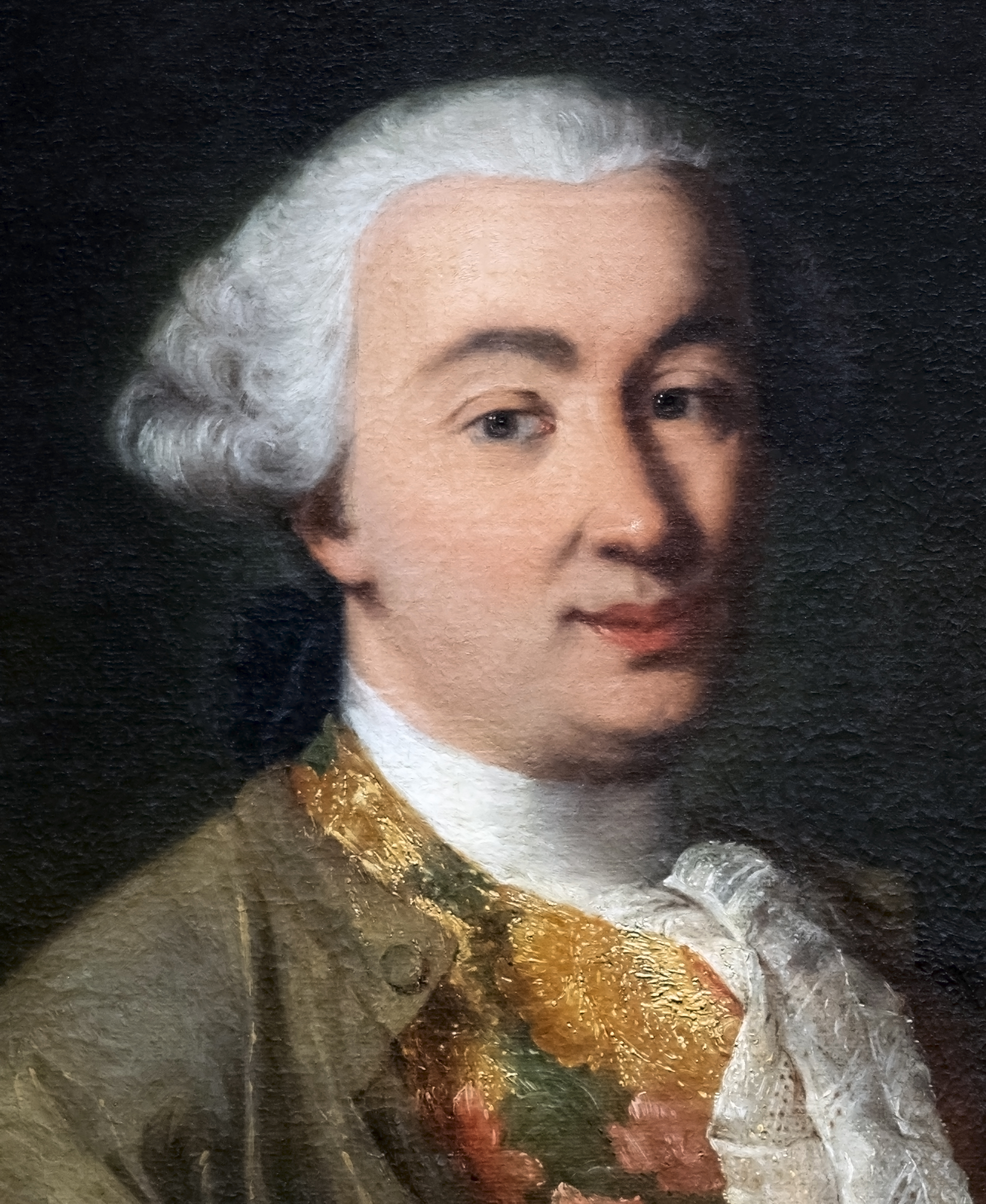
Carlo Goldoni

### Sovrani
- Carlo I d'Angiò, re di Sicilia e di Napoli
- Carlo V d'Asburgo, imperatore del Sacro Romano Impero
- Carlo VI d'Asburgo, imperatore del Sacro Romano Impero
- Carlo I d'Austria, imperatore d'Austria e re d'Ungheria
- Carlo I d'Inghilterra, re d'Inghilterra, Scozia, Irlanda e Francia
- Carlo II d'Inghilterra, re d'Inghilterra, Scozia, Irlanda e Francia
- Carlo III del Regno Unito, re del Regno Unito
- Carlo IV di Lussemburgo, imperatore del Sacro Romano Impero
- Carlo II di Spagna, re di Spagna
- Carlo III di Spagna, re di Spagna
- Carlo II il Calvo, imperatore dei romani
- Carlo III il Grosso, imperatore dei romani
- Carlo V il Saggio, re di Francia
- Carlo III il Semplice, re di Francia e di Lotaringia
- Carlo Magno, re dei Franchi e dei Longobardi, primo imperatore del Sacro Romano Impero
- Carlo Martello, re dei Franchi

### Altri
- Carlo Allioni, botanico e medico italiano
- Carlo Buti, cantante italiano
- Carlo Carrà, pittore italiano
- Carlo Cassola, scrittore e saggista italiano
- Carlo Cattaneo, patriota, filosofo, politico, linguista e scrittore italiano
- Carlo Azeglio Ciampi, economista e politico italiano
- Carlo Collodi, scrittore e giornalista italiano
- Carlo Conti, autore televisivo, conduttore televisivo e conduttore radiofonico italiano
- Carlo D'Angelo, attore e doppiatore italiano
- Carlo Alberto dalla Chiesa, generale e prefetto italiano
- Carlo Dossi, scrittore, politico e diplomatico italiano
- Carlo Gesualdo, compositore italiano
- Carlo Gnocchi, presbitero, educatore e scrittore italiano
- Carlo Goldoni, drammaturgo, scrittore, librettista e avvocato italiano
- Carlo Maderno, architetto svizzero
- Carlo Maria Martini, cardinale e arcivescovo cattolico italiano
- Carlo Pedersoli (meglio conosciuto come Bud Spencer), attore, nuotatore e pallanuotista italiano
- Carlo Pisacane, rivoluzionario e patriota italiano
- Carlo Rosselli, storico, giornalista, politico, filosofo, attivista e antifascista italiano
- Carlo Verdone, regista, attore e sceneggiatore italiano

### Variante Carl

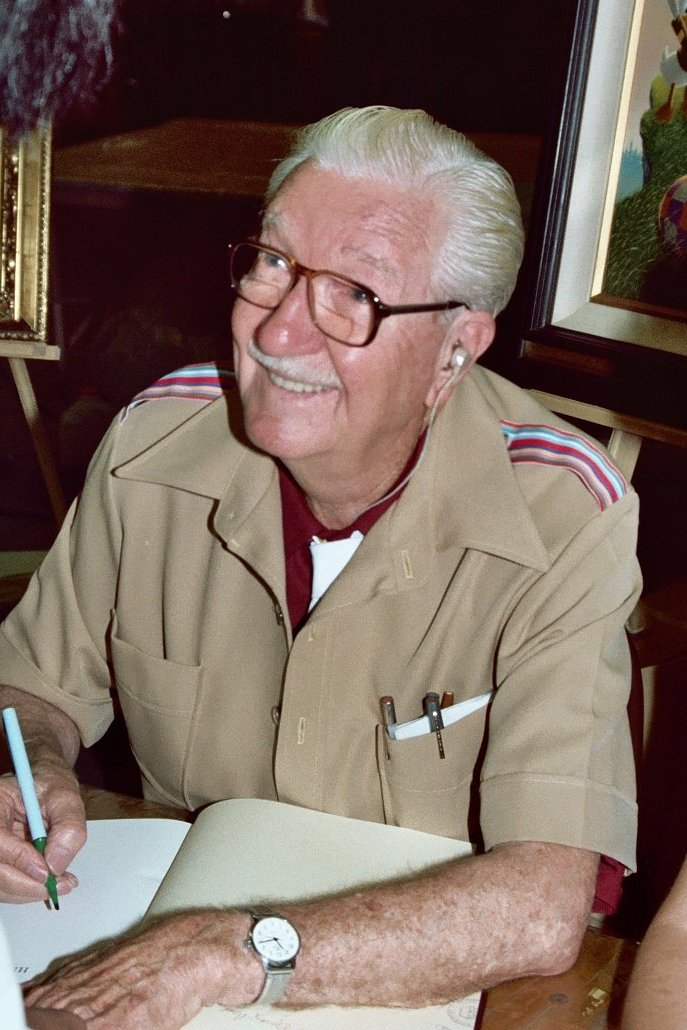
Carl Barks

- Carl Philipp Emanuel Bach, compositore, organista e clavicembalista tedesco
- Carl Barks, fumettista statunitense
- Carl Bildt, politico e diplomatico svedese
- Carl Czerny, pianista, didatta e compositore austriaco
- Carl Friedrich Gauss, matematico, astronomo e fisico tedesco
- Carl Lewis, atleta statunitense
- Carl Orff, compositore tedesco
- Carl Sagan, astronomo, divulgatore scientifico e scrittore statunitense
- Carl Schuhmann, atleta, ginnasta e lottatore tedesco
- Carl von Ossietzky, giornalista tedesco
- Carl Friedrich Zeiss, ottico e imprenditore tedesco

### Variante Carlos

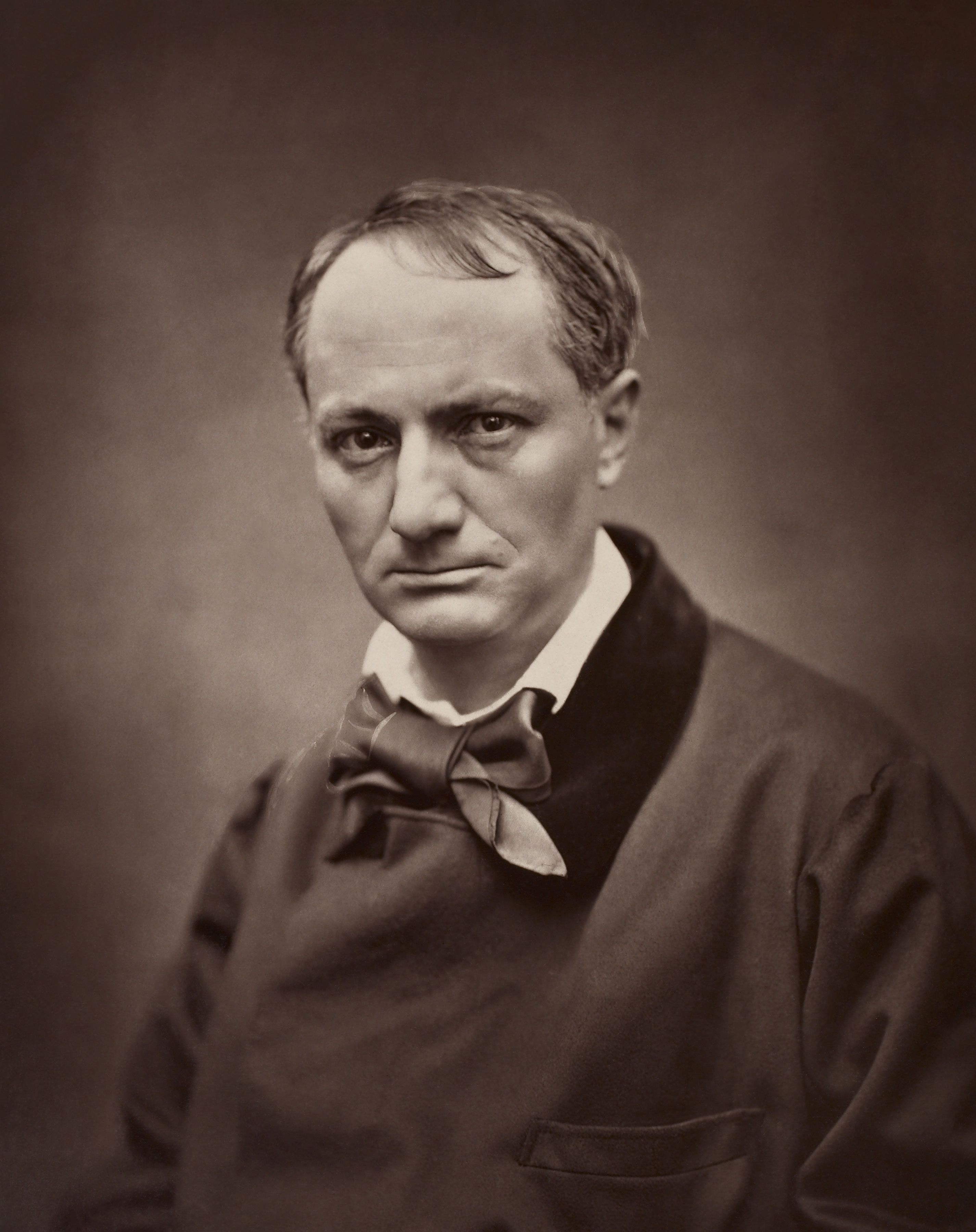
Charles Baudelaire

- Carlos Caetano Bledorn Verri, vero nome di Dunga, calciatore e allenatore di calcio brasiliano
- Carlos Chan, imprenditore filippino
- Carlos Fuentes, scrittore, saggista, sceneggiatore, drammaturgo e diplomatico messicano
- Carlos Kleiber, direttore d'orchestra tedesco naturalizzato argentino
- Carlos Santana, chitarrista e compositore messicano naturalizzato statunitense
- Carlos Tévez, calciatore argentino
- Carlos Sainz, pilota di rally spagnolo
- Carlos Sainz Jr., pilota automobilistico spagnolo

### Variante Charles

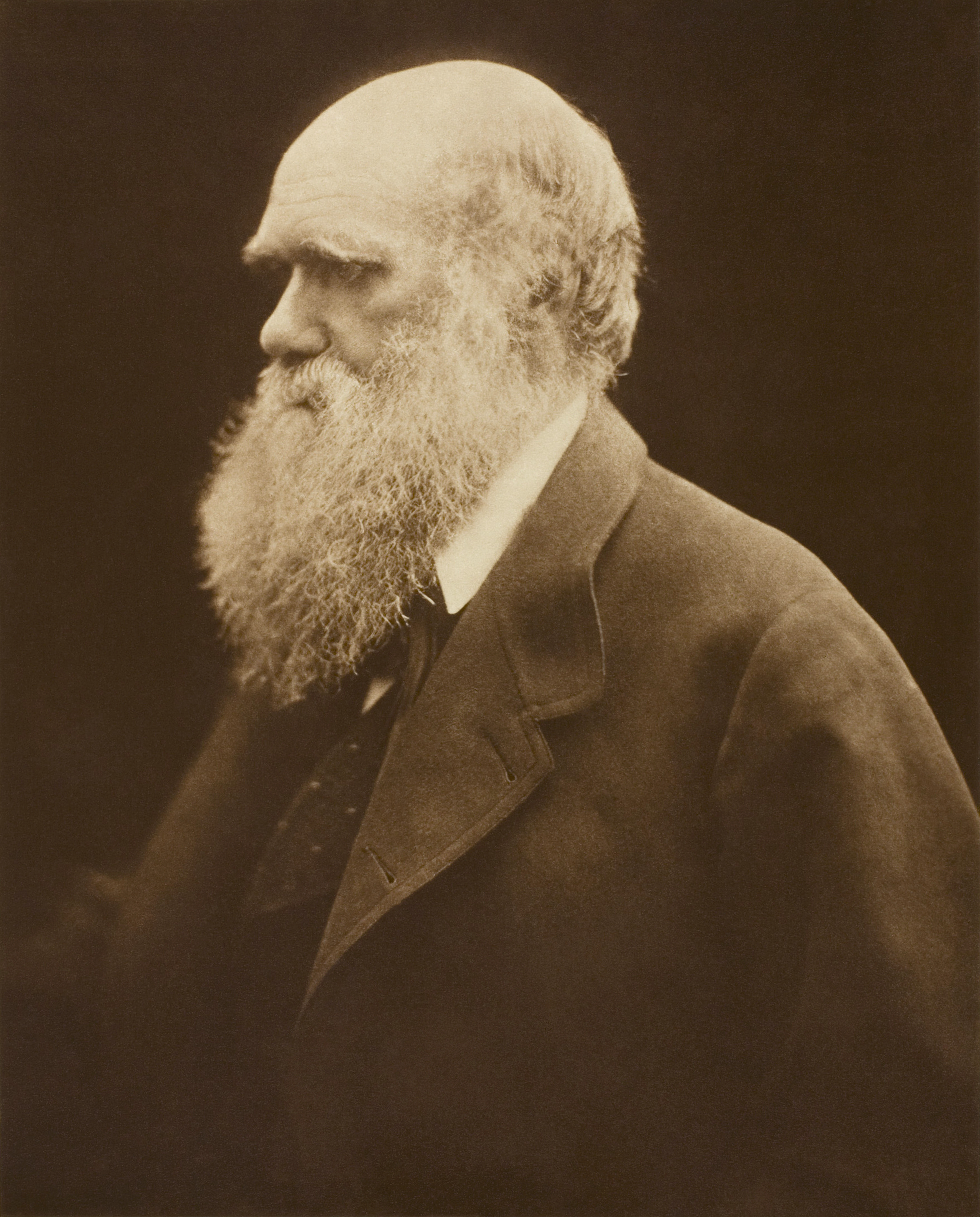
Charles Darwin

- Charles Aznavour, cantautore, attore e diplomatico francese
- Charles Glover Barkla, fisico britannico
- Charles Baudelaire, poeta e scrittore francese
- Charles Bronson, attore statunitense
- Charles Augustin de Coulomb, ingegnere e fisico francese
- Charles Darwin, naturalista e geologo britannico
- Charles-Eugène Delaunay, astronomo e matematico francese
- Charles Dickens, scrittore, giornalista e reporter di viaggio britannico
- Charles Garnier, architetto francese
- Charles Gounod, compositore francese
- Charles Leclerc, pilota automobilistico monegasco
- Charles Lyell, geologo scozzese
- Charles Robert Maturin, scrittore e drammaturgo irlandese
- Charles Mingus, contrabbassista, pianista e compositore statunitense
- Charles M. Schulz, fumettista statunitense
- Charles Wheatstone, fisico e inventore britannico
- Charles Elwood Yeager, aviatore statunitense

### Variante Charlie

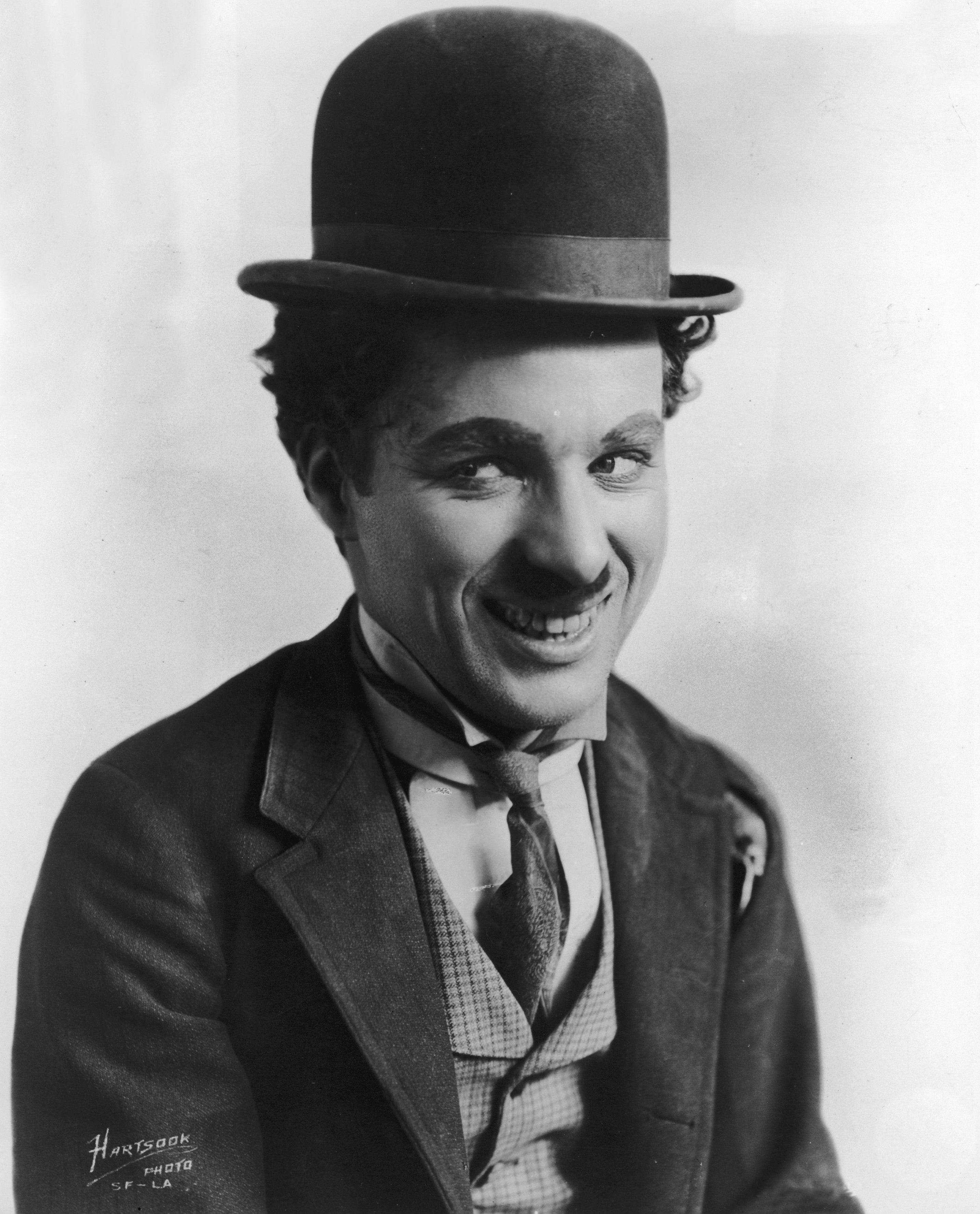
Charlie Chaplin

- Charlie Chaplin, attore, regista, sceneggiatore e comico britannico
- Charlie Haden, contrabbassista statunitense
- Charlie Hunnam, attore britannico
- Charlie Parker, sassofonista e compositore statunitense
- Charlie Sheen, attore statunitense

### Variante Karl
- Karl Benz, ingegnere tedesco
- Karl Carstens, politico tedesco

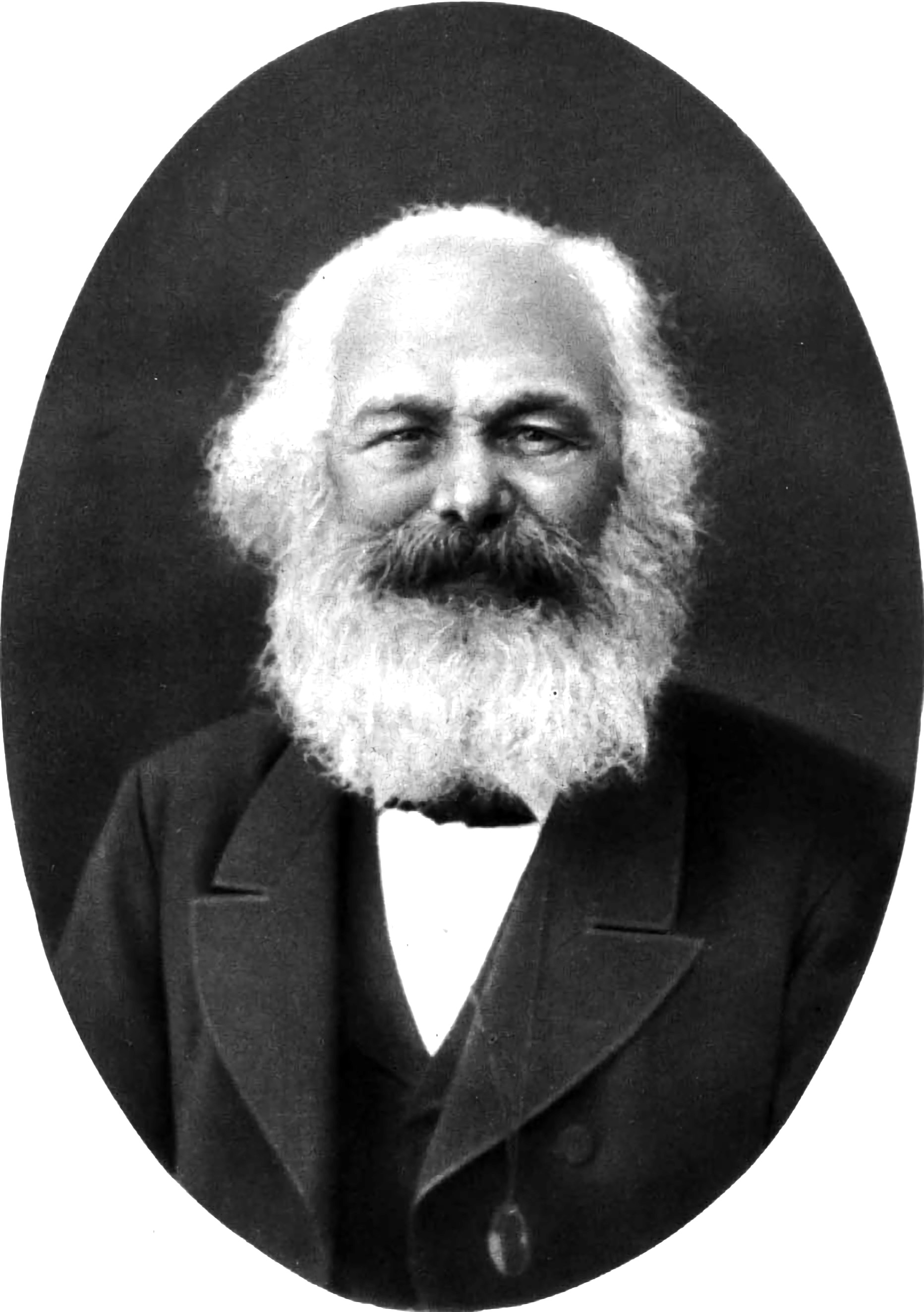
Karl Marx

- Karl Dönitz, ammiraglio e politico tedesco
- Karl Kraus, scrittore, giornalista e aforista austriaco
- Karl Lagerfeld, stilista, fotografo e regista tedesco
- Karl Liebknecht, politico e avvocato tedesco
- Karl Marx, filosofo, economista, storico, sociologo e giornalista tedesco
- Karl May, scrittore tedesco

### Variante Karel

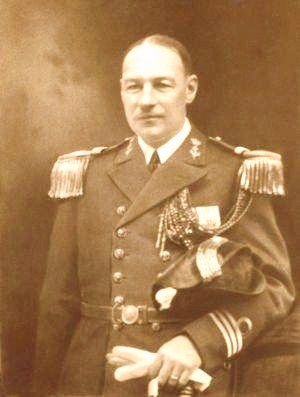
Karel Doorman

- Karel Abraham, pilota motociclistico ceco
- Karel Boromejský Kašpar, cardinale e arcivescovo cattolico ceco
- Karel Bonaventura Buquoy, militare tedesco
- Karel Doorman, ammiraglio olandese
- Karel Gott, cantante e attore ceco
- Karel Kramář, politico cecoslovacco
- Karel Kryl, cantautore e compositore ceco
- Karel Reisz, regista cecoslovacco naturalizzato britannico
- Karel van Mander, pittore, poeta e biografo fiammingo

### Variante Karol
- Karol Beck, tennista slovacco

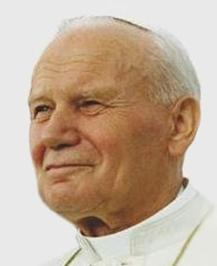
Papa Giovanni Paolo II (Karol Wojtyła)

- Karol Joseph Bobko, astronauta e ingegnere statunitense
- Karol Borsuk, matematico polacco
- Karol Kniaziewicz, generale polacco
- Karol Lipiński, violinista e compositore polacco
- Karol Szymanowski, compositore e pianista polacco
- Karol Józef Wojtyła, divenuto papa con il nome di Giovanni Paolo II

### Variante Károly
- Károly Hornig, cardinale e vescovo cattolico ungherese
- Károly Huszár, politico ungherese
- Károly Kerényi, filologo e storico delle religioni ungherese
- Károly Khuen-Héderváry, politico ungherese
- Károly Zipernowsky, ingegnere ungherese

### Altre varianti
- Carol Ardeleanu, scrittore rumeno
- Chuck Norris, attore, artista marziale, produttore cinematografico e scrittore statunitense
- Carol Reed, attore e regista britannico

## Il nome nelle arti
- Charlie Firpo è il nome di uno dei due protagonisti del film del 1978 Pari e dispari, diretto da Sergio Corbucci.
- Charlie Bucket è il protagonista del romanzo La fabbrica di cioccolato di Roald Dahl.
- Carlo è il nome di due personaggi (nonno e nipote) del film del 1987 La famiglia, diretto da Ettore Scola.
- Charles "Charlie" Weasley è un personaggio della serie di romanzi e film Harry Potter, creata da J. K. Rowling.
- Chuck Bass è un personaggio della serie tv Gossip Girl.
- Charles è un personaggio della serie di romanzi e film Twilight, creata da Stephenie Meyer.
- Charles è un personaggio dei romanzi della serie Una serie di sfortunati eventi, scritta da Lemony Snicket.
- Carlo Saporito è un personaggio della commedia Le voci di dentro di Eduardo De Filippo.
- Carlo Tolentano è un personaggio della commedia Uomo e galantuomo di Eduardo De Filippo.
- Charly è uno scimpanzé protagonista della serie televisiva Il nostro amico Charly.
- Chuck Bartowski è il protagonista della serie televisiva Chuck.
- Carlo Dagnini è un personaggio della serie televisiva Un matrimonio.
- Carlo Ferrucci è un personaggio della serie televisiva Raccontami.
- Charlie Brown è uno dei personaggi principali delle strisce a fumetti dei Peanuts.
- Carletto è il protagonista della serie a cartoni animati di produzione svedese L'albero di Carletto (Kalles Klätterträd).
- Carletto è il protagonista della serie manga e anime Carletto il principe dei mostri.
- Carl Carlson è un personaggio della serie televisiva animata I Simpson.
- Carlo è il nome italiano di Kazuya Hatta, personaggio della serie anime e manga Capricciosa Orange Road.
- Carletto è una canzone di Corrado del 1983.
- Carl Johnson è il protagonista del videogioco GTA: San Andreas.
- Carlo Belfrond è un personaggio del videogioco Psychic Force 2012.
- Mago Carlino è un personaggio della miniserie televisiva The Generi.
- Carlo è un personaggio del film Pinocchio di Guillermo del Toro.

## Curiosità
- Il nome Carlo è collegato al modo di dire "alla carlona", che significa "alla buona", poiché deriva da re Carlo Magno il quale non rinunciò mai alle sue abitudini un po' grossolane.
- Il Carlino è il nome di una moneta emessa per la prima volta da Carlo I d'Angiò, re di Napoli e re di Sicilia nel 1278, e che a lui deve il nome. Da questa moneta deriva il nome del giornale bolognese Il resto del Carlino.
- Il Carlino è il nome di una razza canina che deve il suo nome a Carlo Bertinazzi, noto interprete di Arlecchino che usava portare una maschera molto simile al muso dell'animale.
- Carletto, erba spontanea utile in cucina, che si raccoglie prevalentemente in primavera prima della sua fioritura atta ad insaporire pietanze quali risotti, frittate o ripieni per la pasta.